# Mohamed Ghannem
Cet article possède un paronyme, voir Mohamed El Ghanem.
Pour les articles homonymes, voir Ghannem.
Mohamed Ghannem, né le 27 mai 1955 à Kairouan, est un homme politique franco-tunisien.
Cardiologue de profession, il est responsable de l'unité de cardiologie interventionnelle à l'hôpital de Gonesse (Val-d'Oise).

## Parcours professionnel
Après avoir obtenu le baccalauréat en 1975 au lycée El Mansoura à Kairouan, il est diplômé des centres hospitaliers et universitaires Lariboisière - Saint-Louis à Paris en 1983 puis obtient un doctorat en cardiologie en 1989.
Il est responsable de l'unité de cardiologie interventionnelle à l'hôpital de Gonesse et chef de service au Centre de prévention et de réadaptation cardio-vasculaire à Tracy-le-Mont,.
Il est également professeur, chercheur et conférencier dans les universités de Tunis, Sousse et Amiens,.
Mohamed Ghannem a fondé l'Association franco-tunisienne de cardiologie et préside notamment l'Association francophone internationale de réadaptation et de prévention cardiaque et l'Association des médecins maghrébins en France. Il a également co-fondé le Club XXIe siècle. Il est par ailleurs directeur de la revue médicale El Hakim qui paraît en France.

## Engagement politique
Lors des élections municipales de 2008 à Paris, il est élu au sein d'une liste de l'Union pour un mouvement populaire comme conseiller d'arrondissement dans le 18e arrondissement de Paris, fonction qu'il occupe jusqu'aux élections municipales de 2014.
À l'occasion des élections législatives tunisiennes de 2014, il est élu député comme représentant du parti Afek Tounes dans la première circonscription de la France. À l'Assemblée des représentants du peuple, il siège à la commission de la santé et des affaires sociales et à la commission des affaires des Tunisiens à l'étranger.

## Distinction
Chevalier de la Légion d'honneur, décoration remise par le Premier ministre français Jean-Pierre Raffarin en mai 2005.